# Commune fusionnée de Bad Sobernheim
La Commune fusionnée de Bad Sobernheim est une municipalité allemande située dans le land de Rhénanie-Palatinat et l'Arrondissement de Bad Kreuznach. 